# Noah Havard
Pour les articles homonymes, voir Havard.
Noah Havard est un kayakiste australien né le 11 octobre 2000 à Randwick, en Nouvelle-Galles du Sud. Il a remporté avec Jackson Collins, Riley Fitzsimmons et Pierre van der Westhuyzen la médaille d'argent du K4 500 mètres aux Jeux olympiques d'été de 2024, organisés à Paris.